# طواف كرواتيا 2015
طواف كرواتيا 2015 (بالإنجليزية: 2015 Tour of Croatia)‏  هو سباق دراجات هوائية، وهو الموسم رقم 10 من السباق، وأقيم خلال الفترة 22 أبريل 2015، وحتى 26 أبريل 2015، وامتدّ لمسافة 920.1 كيلومتر، وهو أحد سباقات طواف أوروبا للدراجات 2015، وهو من نوع سباق الدراجات، وهو من نوع سباق الدراجات، وقد شارك في السباق 148 متسابقاً ووصل إلى نهايته 115 متسابقاً.
فاز فيه بالمركز الأول ماسيج باتيرسكي، وبالمركز الثاني بريمو روغيليتش، وبالمركز الثالث Sylwester Szmyd ‏، والفريق الفائز في ترتيب الفرق CCC Sprandi Polkowice 2015.

## المراحل
| المرحلة   | التاريخ  | الدورة                       | type         | المسافة (كم) | الفائز بالمرحلة | القائد العام |
| --------- | -------- | ---------------------------- | ------------ | ------------ | --------------- | ------------ |
| المرحلة 1 | 22 أبريل | ماكارسكا – سبليت             | مرحلة التلال |              |                 |              |
| المرحلة 2 | 23 أبريل | شيبينيك – زادار              | مرحلة التلال |              |                 |              |
| المرحلة 3 | 24 أبريل | بحيرات بليتفيتش – Učka ‏      | مرحلة التلال |              |                 |              |
| المرحلة 4 | 25 أبريل | بولا – أوماغ                 | مرحلة التلال |              |                 |              |
| المرحلة 5 | 26 أبريل | Sveti Martin na Muri ‏ – زغرب | مرحلة التلال |              |                 |              |

## الفائزون
| الترتيب    | الفائز                |
| ---------- | --------------------- |
| الفائز     | ماسيج باتيرسكي        |
| الثاني     | بريمو روغيليتش        |
| الثالث     | Sylwester Szmyd ‏      |
| حسب النقاط | ماسيج باتيرسكي        |
| تسلق الجبل | ماسيج باتيرسكي        |
| أفضل شاب   | Edward Ravasi ‏        |
| الفريق     | CCC Sprandi Polkowice |